# ブドゥ

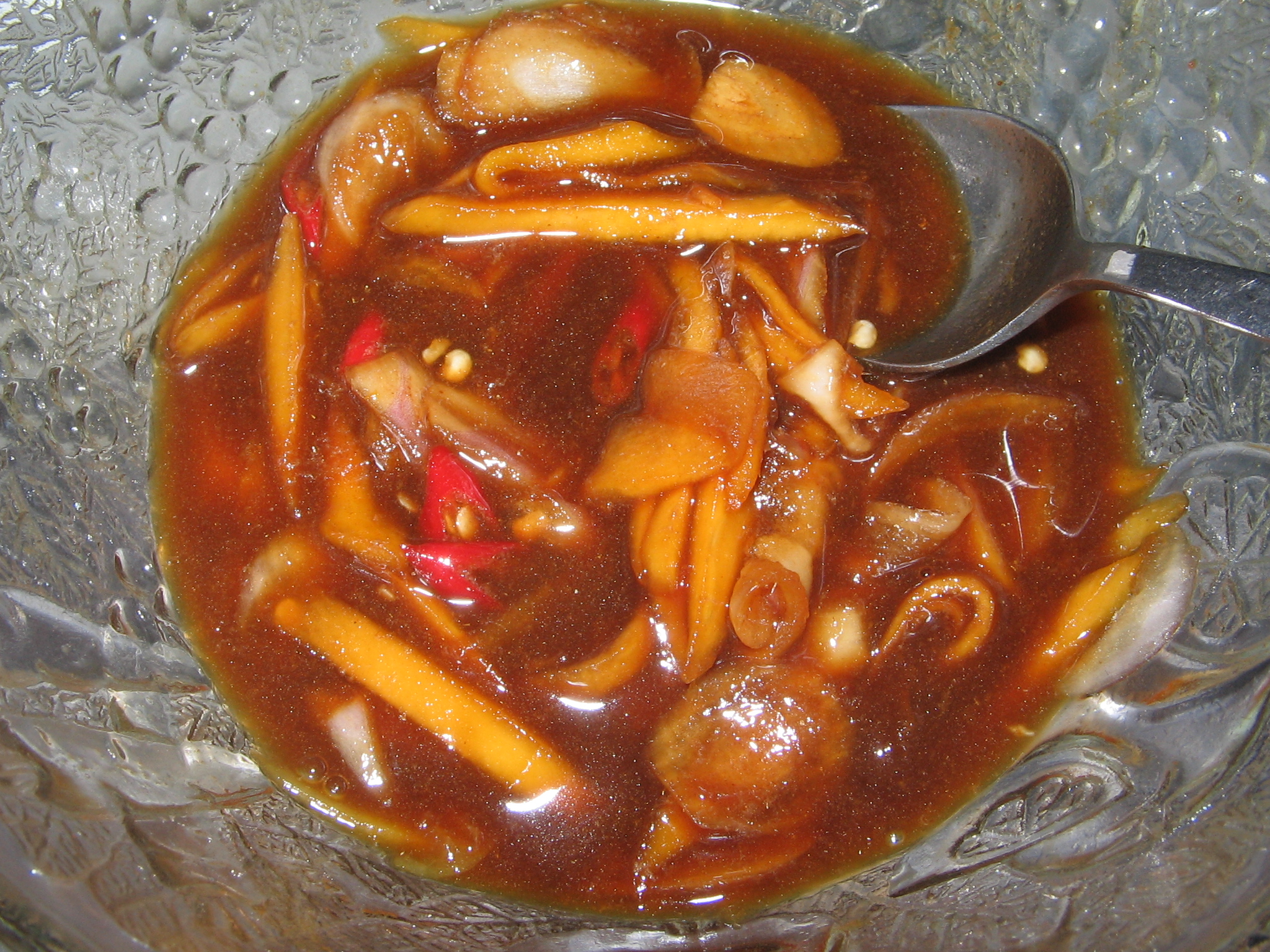
ブドゥのつけ汁

ブドゥ（ジャウィ文字：بودو）は、マレーシアの魚醤。主にマレー半島北東部のクランタン州で作られ、茶褐色を呈する。
クランタン州および隣接するトレンガヌ州、タイ南部で料理に使われる。東南アジアの魚醤の中では、食塩と遊離アミノ酸の濃度が高いという特徴がある。

## 製法
インドアイノコイワシ属 やニシン科のen:Clupeoidesなど、4 - 10月を漁期とする海水魚が主に原料とされ、淡水魚は使われない。伝統的な家庭内生産の配合例は、以下の通り。
- 魚：400g
- 食塩：300g
- タマリンド：親指大の乾燥片15個 - 酸味を加える

材料を甕に入れてよく混ぜ、ビニールシートなどで蓋をする。屋内または屋外で2ヶ月以上静置し、発酵が進んで魚が液体状になったら布で濾過して食用とする。甕に入れた状態で1年間保存可能とされる。
また、1950年代からブドゥを生産する食品工場がコタバルを中心に現れた。原料魚に対して10 - 35%の食塩だけを混ぜ、桶の中で4 - 8ヶ月発酵・熟成させ、内容物は濾過せず電動の臼ですり潰す。これにタマリンドを煮たタマリンド水と食塩、保存料としての安息香酸ナトリウムなどを加えて混合し、ビン詰めして出荷する。原料魚の種類や、タマリンド水の添加量などによって商品の等級が決められる。

## 利用
ブラチャンと料理法が似ているため、嗜好によって使い分けられる。1980年代の調査によれば、コタバルにおけるマレー人の家庭では1ヶ月に1人当たり151gのブドゥを消費していた。また、匂いを嫌ったり食物アレルギーのためブドゥを食べないマレー人もいる。インド人はブドゥを食べないが、中国人は食用にする事もあるという。
ブドゥはそのまま米飯にかけるか、潰したトウガラシと塩、ライム果汁などと混ぜてつけ汁にする事が多い。このつけ汁もブドゥと呼ばれ、野菜や焼き魚、揚げ魚などをつける。また、野菜の煮込みの仕上げに加え、香りやうま味を付けるのに利用される事もある。